# 普蘭克角
普蘭克角（英語：Planck Point），是南極洲的海岬，位於埃爾斯沃思地，處於蘭德馬爾克峰東南面18公里的斯普萊特斯特瑟冰川北岸，屬於埃爾斯沃思山脈中赫里蒂奇嶺的一部分，由明尼蘇達大學地質學會命名，現時由南極條約體系管理。